# Top 13 de la URBA 2022
El Top 13 de la URBA de 2022 fue la 120.ª edición del máximo torneo de rugby 15 masculino de la Unión de Rugby de Buenos Aires (URBA) (once equipos de la Provincia de Buenos Aires, un equipo de la Ciudad de Buenos Aires y un equipo de la ciudad de Rosario). La temporada comenzó el 19 de marzo y finalizó el 5 de noviembre de 2022. Todos los partidos se jugaron a las 15:30 hora local (UTC -03:00). Resultó campeón de la competencia el Hindú Club. 
Por excepción y debido al impacto de la pandemia de COVID-19, en la temporada 2022 de la máxima competencia de la URBA, compitieron trece equipos; con el fin de volver al formato de doce equipos (Top 12) la temporada contempló dos descensos directos.

## Equipos participantes
| Equipo                                    | Localidad (cancha)     | Provincia/CABA                         | POS 2021                      | Cant |
| ----------------------------------------- | ---------------------- | -------------------------------------- | ----------------------------- | ---- |
| Asociación Alumni                         | Malvinas Argentinas    | Provincia de Buenos Aires              |                               | 25   |
| Atlético del Rosario                      | Rosario                | Santa Fe                               | Campeón Primera A (ascendido) | 21   |
| Belgrano Athletic Club                    | Ciudad de Buenos Aires | Ciudad Autónoma de Buenos Aires (CABA) |                               | 18   |
| Buenos Aires CRC                          | San Fernando           | Provincia de Buenos Aires              |                               | 2    |
| Club Atlético San Isidro (CASI)           | San Isidro             | Provincia de Buenos Aires              |                               | 26   |
| Club Universitario de Buenos Aires (CUBA) | Villa de Mayo          | Provincia de Buenos Aires              | Campeón                       | 20   |
| Hindú Club                                | Don Torcuato           | Provincia de Buenos Aires              | Semifinalista                 | 26   |
| Los Tilos                                 | La Plata               | Provincia de Buenos Aires              |                               | 12   |
| Newman                                    | Benavídez              | Provincia de Buenos Aires              | Semifinalista                 | 24   |
| Pucará                                    | Burzaco                | Provincia de Buenos Aires              |                               | 20   |
| Regatas de Bella Vista                    | San Miguel             | Provincia de Buenos Aires              |                               | 20   |
| San Isidro Club (SIC)                     | San Isidro             | Provincia de Buenos Aires              | Subcampeón                    | 26   |
| San Luis                                  | La Plata               | Provincia de Buenos Aires              |                               | 22   |

## Forma de disputa y reglamentaciones
El campeonato estuvo dividido en dos etapas, la etapa regular y la etapa eliminatoria.
Etapa regular
Los equipos se enfrentaron entre sí con formato de todos contra todos a dos ruedas (26 fechas). En cada fecha quedó un equipo libre. Se otorgan cuatro (4) puntos por victoria, dos (2) por empate y ninguno (0) en caso de derrota. También se otorga punto bonus:
- El punto bonus ofensivo se da cuando un equipo logra por lo menos tres tries más que su rival.
- El punto bonus defensivo se da cuando un equipo pierde por una diferencia de hasta siete puntos.

Los cuatro mejores equipos avanzan directamente a las semifinales.
Etapa eliminatoria
Los equipos ubicados primero y segundo enfrentarán al cuarto y tercero respectivamente y los ganadores avanzan a la final para determinar al campeón.
Descensos y ascensos
Los equipos ubicados en el 12º y 13º puesto en la etapa regular descendieron directamente a la Primera División A, mientras que sólo ascendió el campeón de la Primera División A. De este modo el torneo de 2023 volverá a tener el formato «top 12».

## Tabla de la etapa regular
FINAL. Actualizado al 15 de octubre de 2022 (26.ª fecha sobre 26 fechas).
| Pos. | Equipo               | Encuentros | Encuentros | Encuentros | Encuentros | Tantos | Tantos | Tantos | Puntos bonus | Puntos |
| Pos. | Equipo               | PJ         | PG         | PE         | PP         | F      | C      | Dif    | Puntos bonus | Puntos |
| ---- | -------------------- | ---------- | ---------- | ---------- | ---------- | ------ | ------ | ------ | ------------ | ------ |
| 1.º  | Hindú Club           | 24         | 22         | 0          | 2          | 794    | 521    | 273    | 9            | 97     |
| 2.º  | Newman               | 24         | 18         | 1          | 5          | 764    | 504    | 260    | 10           | 84     |
| 3.º  | SIC                  | 24         | 17         | 0          | 7          | 674    | 497    | 177    | 11           | 79     |
| 4.º  | CUBA                 | 24         | 16         | 0          | 8          | 649    | 512    | 137    | 10           | 74     |
| 5.º  | Alumni               | 24         | 15         | 1          | 8          | 657    | 532    | 125    | 9            | 71     |
| 6.º  | Belgrano Athletic    | 24         | 11         | 1          | 12         | 701    | 557    | 144    | 10           | 56     |
| 7.º  | Atlético del Rosario | 24         | 10         | 3          | 11         | 678    | 672    | 6      | 7            | 53     |
| 8.º  | Buenos Aires         | 24         | 9          | 1          | 14         | 585    | 681    | -96    | 7            | 45     |
| 9.º  | CASI                 | 24         | 8          | 1          | 15         | 600    | 770    | -170   | 5            | 39     |
| 10.º | Pucará               | 24         | 6          | 2          | 16         | 558    | 726    | -168   | 8            | 36     |
| 11.º | San Luis             | 24         | 8          | 0          | 16         | 468    | 683    | -170   | 4            | 36     |
| 12.º | Regatas Bella Vista  | 24         | 7          | 0          | 17         | 463    | 638    | -175   | 7            | 35     |
| 13.º | Los Tilos            | 24         | 4          | 0          | 20         | 470    | 813    | -343   | 8            | 24     |

|  | Clasificados a las semifinales. |
|  | Descienden a 1° División A.     |

### Etapa eliminatoria
|  | Semifinales | Semifinales |     |            | Final | Final |  |
|  |             |             |     |            |       |       |  |
|  |             |             |     |            |       |       |  |
|  | Hindú Club  | 29          |     |            |       |       |  |
|  | Hindú Club  | 29          |     |            |       |       |  |
|  | CUBA        | 14          |     |            |       |       |  |
|  | CUBA        | 14          |     | Hindú Club | 30    |       |  |
|  |             |             |     | Hindú Club | 30    |       |  |
|  |             |             | SIC | 25         |       |       |  |
|  | Newman      | 17          | SIC | 25         |       |       |  |
|  | Newman      | 17          |     |            |       |       |  |
|  | SIC         | 18          |     |            |       |       |  |
|  | SIC         | 18          |     |            |       |       |  |
|  |             |             |     |            |       |       |  |

- Todos los horarios corresponden al huso horario local UTC -03:00.

#### Semifinales
| 29 de octubre de 2022 | Hindú Club | 29 - 14 | CUBA | CASI, San Isidro |  |
|                       |            |         |      | Árbitro(s):      |  |

| 30 de octubre de 2022 | Newman | 17 - 18 | SIC | CASI, San Isidro |  |
|                       |        |         |     | Árbitro(s):      |  |

#### Final
| 5 de noviembre de 2022 | Hindú Club | 30 - 25 | SIC | CASI, San Isidro |             |
| 16:10                  |            |         |     | Árbitro(s):      | Árbitro(s): |